# Langewiesen
Langewiesen est une ancienne ville de l'arrondissement d'Ilm (Ilm-Kreis), en Thuringe, en Allemagne. Elle a obtenu le droit de ville en 1855 et fait partie de la ville d'Ilmenau depuis 2018.
Langewiesen est établie sur la rivière Ilm et située à quatre kilomètres au sud-est d'Ilmenau.

## Jumelage
- Schöffengrund (Allemagne) depuis 1991[3]